# Фрейтес, Хуан Пабло
Хуан Пабло Фрейтес (исп. Juan Pablo Freytes; род. 11 января 2000, Ticino) — аргентинский футболист, защитник клуба «Флуминенсе».

## Биография
Фрейтес — воспитанник клуба «Ньюэллс Олд Бойз». 16 февраля 2019 года в матче против «Сан-Лоренсо» он дебютировал в аргентинской Примере. Летом 2021 года Фрейтес на правах аренды перешёл в «Индепендьенте Ривадавия». 1 августа в матче против «Сан-Тельмо» он дебютировал в Примера B Насьональ.
В начале 2023 года Фрейтес был арендован чилийским «Унион Ла-Калера». 22 января в матче против «Кобресаль» он дебютировал в чилийской Примере. 28 января в поединке против «Эвертона» Хуан забил свой первый гол за «Унион Ла-Калера».
В начале 2024 года Фрейтес на правах аренды перешёл в перуанский «Альянса Лима». 29 января в матче против «Универсидад Сесар Вальехо» он дебютировал в перуанской Примере. 7 апреля в поединке против «Карлос Мануччи» Хуан забил свой первый гол за «Альянса Лима». По окончании аренды клуб выкупил трансфер игрока. В начале 2025 года Фрейтес подписал контракт с бразильским «Флуминенсе».